# Triticum macha
Triticum macha är en gräsart som beskrevs av Dekapr. och Vladimir Levanovich Menabde. Triticum macha ingår i släktet veten, och familjen gräs. Inga underarter finns listade i Catalogue of Life.